# Black Tusk
Black Tusk (с англ. — «Черный бивень») — американская сладж-метал-группа из Саванны, штат Джорджия, существующая с 2005 года.
Black Tusk в основном ассоциируется с Baroness и Kylesa из-за их общего родного города Саванна, а также из-за их сладж-металического звучания. Группа связана с гитаристом и вокалистом Baroness Джоном Дайером Бейзли, который также является художником и создаёт обложки альбомов для Black Tusk.

## История
Группа Black Tusk была образована в январе 2005 года, когда все её участники жили на одной улице. Эндрю Фидлер (гитара, вокал) ранее играл на бас-гитаре в Unpersons, а позже основал независимый лейбл Hyperrealist Records. После распада краст-панк-группы Фидлера и Джонатана Атона (бас-гитара, вокал), а также стрит-панк-группы Джеймса Мэя (ударные, вокал), Фидлер и Атон отправились к дому Мэя и спросили, не хочет ли он поиграть с ними. В течение следующих нескольких дней они непрерывно джемовали, и через несколько месяцев записали свой дебютный мини-альбом When Kingdoms Fall, который был выпущен на лейбле Wrecked Signal.
В 2007 году группа самостоятельно выпустила ещё один мини-альбом The Fallen Kingdom. Их дебютный полноформатный студийный альбом Passage Through Purgatory был выпущен годом позже на лейбле Фидлера Hyperrealist. В 2009 году Black Tusk выпустили серию сплит-альбомов с такими группами, как ASG, The Holy Mountain и Fight Amp, прежде чем в ноябре подписали контракт с Relapse Records. Свой дебютный альбом на Relapse, Taste the Sin, группа выпустила в мае 2010 года.
9 ноября 2014 года участник группы Джонатан Атон погиб от травм, полученных в аварии на мотоцикле. Он был введён в искусственную кому и, по его желанию, отключён от системы жизнеобеспечения после того, как у него обнаружили необратимое повреждение мозга.
10 декабря 2014 года группа подтвердила, что будет гастролировать с Black Label Society в начале 2015 года, а Кори Бархорст (ранее участник Kylesa) займёт место басиста. Также было подтверждено, что они завершили запись своего следующего альбома до смерти Атона.
Black Tusk анонсировали свой седьмой альбом 14 апреля 2024 года. The Way Forward — их первый альбом с постоянным партнёром Крисом «Скари» Адамсом в качестве официального участника. Скари сыграл на гитаре и вокале. Он также записал, свёл и спродюсировал альбом в своей студии Hidden Audio. Мастеринг выполнил Брэд Боатрайт из Audiosiege. К Скари присоединился новый басист Дерек Линч, который впервые в жизни исполнил тяжелый вокал на заглавном сингле «Brushfire».
«В Black Tusk всегда было так», — сказал Фидлер о том, как группа подходит к вокалу с учетом группового менталитета. «Дерек сказал, что никогда раньше не занимался тяжёлым вокалом, поэтому я подумал: „Вот микрофон. Вот слова. Покричите в него и посмотрите, понравится ли вам“. Я был просто поражён, когда он это сделал в первый раз. Звучало просто охренительно».

## Характеристики
Стиль
Участники Black Tusk описывают свою музыку как «swamp metal» (с англ. — «болотный металл») – термин, который AllMusic описал как «самый мрачный и грязный сладж, который когда-либо появлялся в Саванне со времен Kylesa». Этот термин является отсылкой к климату Саванны в связи с музыкой, которую создает группа. Рецензируя альбом Taste the Sin, Pitchfork заявил, что сочетание хардкор-панка и стоунер-метала в творчестве группы «позволяет извлечь выгоду из актуальности выбранных жанров, а не загнать их в безвестность». Black Tusk признают своё панк-роковое происхождение, но предпочитают не приводить список групп, которые на них повлияли, поскольку считают это неэффективным, поскольку они «не пытаются подражать стилю какой-либо одной группы или звучанию какого-либо одного жанра».

## Дискография
Студийные альбомы
- Passage Through Purgatory (2008)
- Taste the Sin (2010)
- Set the Dial (2011)
- Pillars of Ash (2016)
- T.C.B.T. (2018)
- The Way Forward (2024)

Сборники
- Years In Black (2020)

Мини-альбомы
- When Kingdoms Fall (2005)
- The Fallen Kingdom (2007)
- Tend No Wounds (2013)
- Vulture's Eye (2014)

Сплиты
- split with The Holy Mountain (2009)
- split with Fight Amp (2009)
- Low Country, with ASG (2009)
- split with Dead Yet? (2012)